# District de Gatsibo

## District de Gatsibo

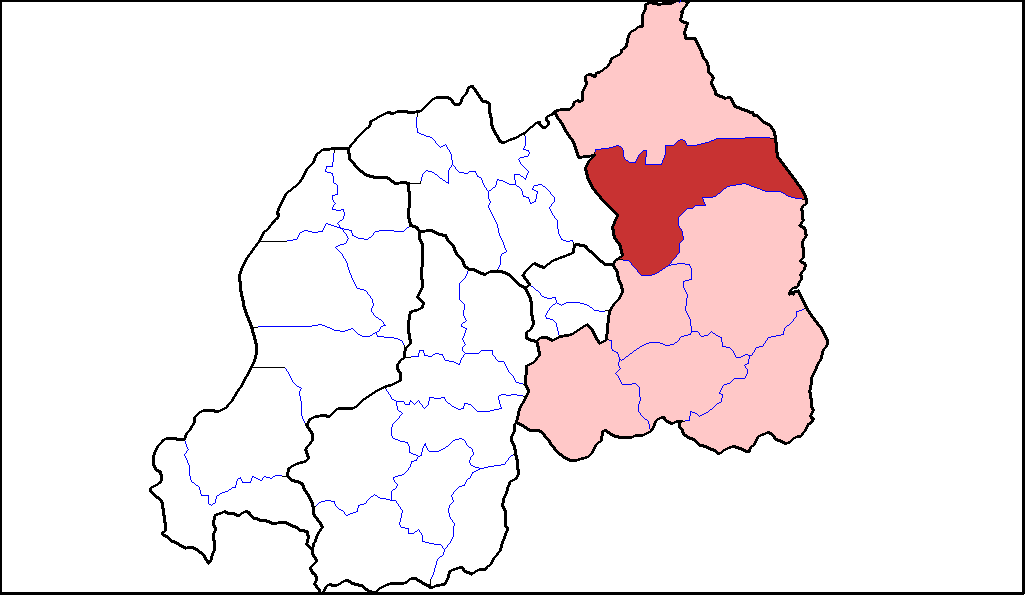

Gatsibo est l'un de sept districts composant la Province de l'Est, Rwanda. Son siège lieu est Kabarore.
Il se compose de 14 secteurs (imirenge): Gasange, Gatsibo, Gitoki, Kabarore, Kageyo, Kiramuruzi, Kiziguro, Muhura, Murambi, Ngarama, Nyagihanga, Remera, Rugarama et Rwimbogo.
La population totale, au recensement de 2022, est de 551,164 habitants. Sa superficie est 
435 km². 
Le chef-lieu est Kabarore.

## Géographie
Le district est situé dans la région nord-est du Rwanda, entre Kayonza et Nyagatare. Le poste allemand de Gatsibo était situé ici, comme c'est aussi le camp militaire de Gabiro aujourd'hui. La partie de l'est du district on y trouve le Parc National de l'Akagera, avec la rivière Kagera qui font la frontière avec la Tanzanie.

## Aéroport
- Gabiro Airport  (HRYO)